# با گرگ‌ها می‌رقصد (رمان)
با گرگ‌ها می‌رقصد (به انگلیسی: Dances with wolves) نام رمانی اثر مایکل بلیک است که بر پایه آن فیلمی با همین نام در سال ۱۹۹۰ توسط کوین کاستنر ساخته شد. این رمان توسط بهرام نظام‌آبادی با نام رقص با گرگ‌ها به فارسی نیز ترجمه شده‌است.

## درباره نویسنده
در ادبیات زیاد دیده شده که نویسنده‌ای با نخستین اثرش به آنچنان شهرت و موفقیتی برسدکه در آغاز بعید و دور از نظر می نموده است. بسیار نویسندگانی بوده و هستند که بار پیامی را بر شانه‌های خود احساس کرده و می‌کند .توجه به مسایل بشری از جمله مواردی است که نویسندگان را به خود جلب می‌کند اما مهم این است که از چه دیدگاهی به آن نگریسته شود.
سخن کوتاه مایکل بلیک پیش از نوشتن این کتاب و موفقیت آن مشاغل متعددی از جمله کار در داروخانه، سرپرستی ظرف شویی هتل‌ها و رستوران‌ها، اشتغال در ایستگاه‌های رادیویی و دفاتر روزنامه‌ها را آزموده است.

## تبدیل کتاب به فیلم
رمان با گرگ‌ها می‌رقصد توجه فیلمسازان را برانگیخت اما به دلایلی تهیهٔ چنین فیلمی را مخاطره‌انگیز می‌دانستند. سرانجام، کوین کاستنر کارگردانی و اجرای این فیلم را به عهده گرفت و مری مکدانل و گراهام گرین و… نقش‌آفرینان این فیلم هستند. زمانی که کاستنر تصمیم به تهیهٔ این فیلم گرفت، بسیاری از دست‌اندرکاران سینما او را از این کار بر حذر داشتند و کمپانی پارامونت نیز که قصد تهیهٔ این فیلم را داشت، از تعهد خود سر باز زد؛ زیرا ویژگی‌های داستان متفاوت با دیگر فیلم‌های وسترن است و این فیلم وسترن دیگر جاذبه‌ای نداشت و بازیگران بزرگ این گونه فیلم‌ها — که نامشان برای فروش هر فیلمی بسنده بود — همگی چشم از جهان بر بسته بودند و سوم این که کسی تمایل به تهیهٔ فیلمی سه‌ساعته و به زبان اصلی قبیله‌ای از قبیلهٔ سرخ‌پوست با زیرنویس انگلیسی را نداشت. با تمامی این مشکلات فیلم رقص با گرگ‌ها ساخته شد و به اکران درآمد و طی ۱۲ هفته بیش از ۱۱۷ میلیون دلار فروش داشت و توجه تماشاگران و منتقدان فیلم را نیز برانگیخت و ۷ جایزهٔ اسکار را به خود اختصاص داد و کاندید سه جایزهٔ اسکار دیگر نیز بود.

## دربارهٔ داستان کتاب
با گرگ‌ها می‌رقصد فاجعه‌ای از فجایع بشری را می نمایاند قبیله‌ای که در سرزمین اصلی خود زندگی می‌کرده ودلخوش به کوچ بهاری و پاییز بوده و چشم انتظار گلهٔ بوفالو تا چند راسی شکار کنند که فریاد کودکانشان بر اثر گرسنگی بر نخیزد همیشه مورد تهاجم قرار می‌گرفته‌اند و در تاریخ واژگونانه معرفی گردیده‌اند .
ستوان دانبر می‌داند که سرخ‌پوستتان از سربازان سفید نفرت دارند و دشمن آن‌ها هستند اما زمانی که مسئلهٔ نجات جان انسانی پیش می‌آید خود را به مخاطره می اندازد و به دیدار دشمنان می‌رود ...
در جای جای داستان رقص با گرگ‌ها پیام است و سخن و مایکل بلیک با احاطهٔ کامل به تاریخ سرخ‌پوست — به ویژه کومانچی — زنگی آنان را توصیف کرده و با بیطرفی سخن می‌گوید.